# 金平区
金平区是中国广东省汕头市的一个市辖区，位于广东省东南部。金平区是中共汕头市委、汕头市政府所在地，是汕头市政治、经济、文化、商业中心和重要的工业、科技基地，区政府驻金砂中路50号。
金平區是汕頭市的政治、文化中心，是汕頭經濟特區的重要門户。金平是汕頭“百載商埠”的發祥地，有充滿文化韻味的小公園老埠、風光旖旎的牛田洋，又有被譽為“近現代史中國社會一個縮影”的溝南許地，名勝古蹟眾多的桑浦山。

## 历史
金平区于2003年3月经国务院批准，是由原升平区、金园区以及原达濠区礐石街道浔洄居委、龙湖区龙溪路以北区域组建而成。为汕头老城区，也是汕头政治文化经济中心。
金平区是汕头市区的发祥地，明太祖洪武二年（1369年）明朝廷置蓬州守御千户所于此，始有城建。清康熙五十六年(1717年)于此筑沙汕头炮台，沙汕头之名由此起，后渐渐演变为“汕头”之简称。咸丰年间汕头开埠后，这里开始发展成为有一定规模的城镇，并于民国10年（1921年）汕头成立市政厅后成为汕头市行政驻地至今日。
金平区之名源于合并成此区的两个原市辖区，即金园区、升平区各取一字。
民国10年(1921年)4月16日，汕头设市政厅时今金平区地域分属汕头市第一、二、三、四区及澄海县第三、八（部分）、九区，后崎碌被划出为第五区。民国36年(1947年)，华坞、龙眼、长厦、新湖、陵海、浔洄等地在区划勘定中划归汕头市。1951年9月19日及1952年10月13日两次政区缩编后归属汕头市第一、二、三区及澄海县第六、七区。1955年2月21日，汕头市第一区改称安平区、第二区改称同平区、第三区改称公园区。1958年3月28日至1965年1月6日，今金平区此前非属汕头市部分划归汕头市郊区。1967年3月，安平区改称红旗区，同平区改称红阳区，公园区改称红卫区，直到1979年9月恢复。1980年6月26日增设金砂区，1991年9月14日中心城区调整为龙湖、金园、升平、达濠四区，直至2003年调整为现行行政区划。
2000年7月15日凌晨4时，金平区汕头迎宾馆发生火灾，共有五人死亡、三人受伤。因为起火地点是中纪委长期驻扎办案的2号楼，火灾死者有两人为在汕头查案的广东纪委干部，社会广泛怀疑这是相关利益集团勾结黑社会报复杀人纵火。

## 地理位置
金平区西北与揭阳市揭东县接壤，北邻潮安县，南临汕头港，东以梅溪—鸥下海鸥路——乐山路—东厦北路—嵩山北路—汕汾路—天山路—科技北一街—科技西路—科技北二街—华山北路—龙溪路—金环北路—金环南路—海滨路（止于华侨公园西）一线为界接龙湖区，东南部的牛田洋将浔洄社区与金平区的其余部分分隔开，与潮阳区于此隔海相望。

## 人口
根據第七次全国人口普查數據，截至2020年11月1日零時，金平區常住人口為777024人。

## 旅游

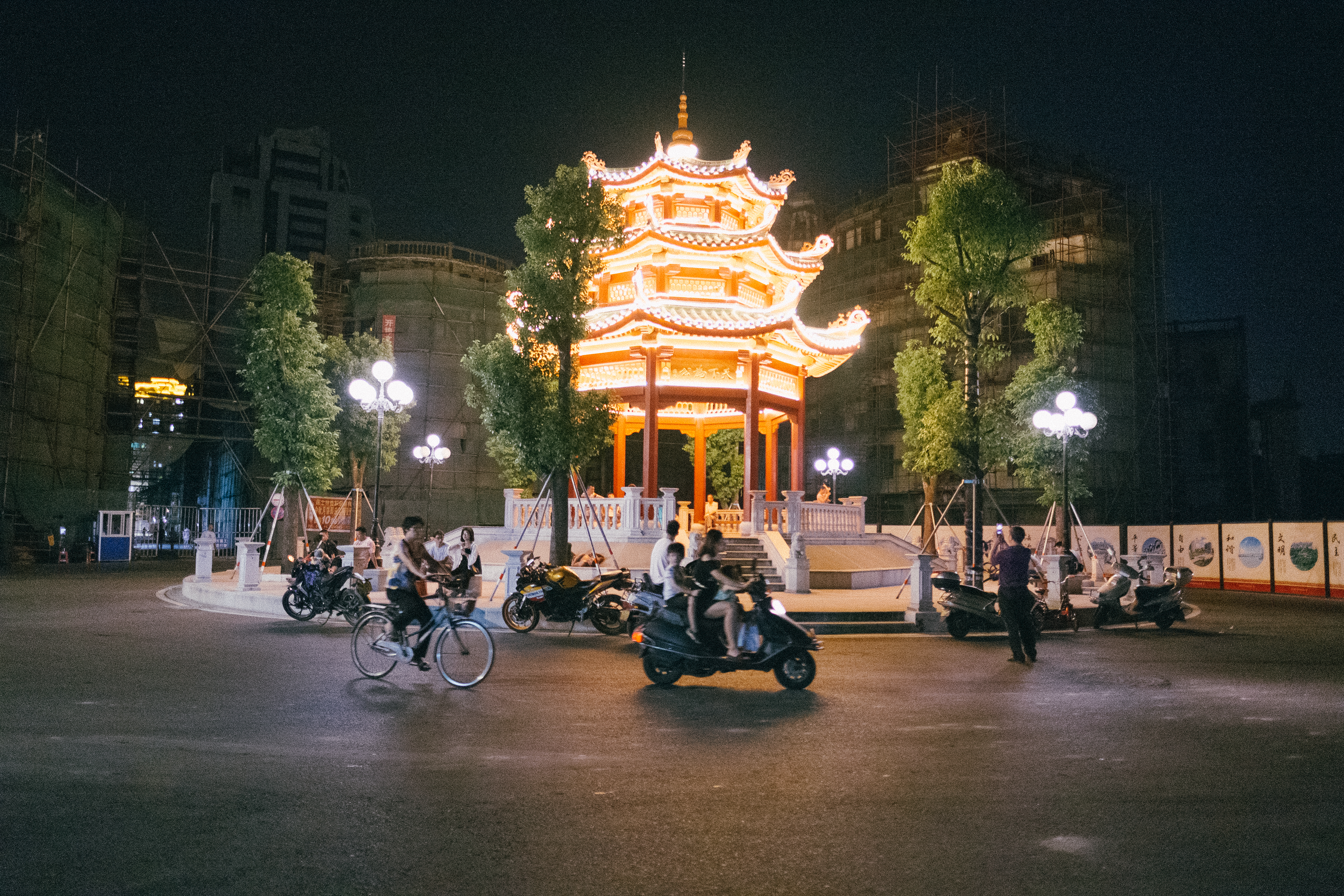
汕头小公园亭

- 桑浦山景区
- 中山公园
- 老妈宫
- 小公园
- 沟南许地民俗文化村
- 广东东江各属行政委员公署旧址
- 南昌起义南下部队指挥部旧址

## 行政区划

金平区行政区划图

金平区下辖12个街道办事处：
石炮台街道、金砂街道、东方街道、大华街道、广厦街道、岐山街道、𬶍莲街道、𬶍江街道、月浦街道、小公园街道、金东街道和光华街道。

## 交通

### 公路
- 汕昆高速公路， 潮汕环线高速， 206国道， 228国道， 232省道， 233省道